# 杯裝日式炒麵
杯裝日式炒麵（日文：カップ焼きそば，亦稱杯炒麵）是一種源自日本的食品，指杯麵中模仿日式炒麵的產品。

## 概要

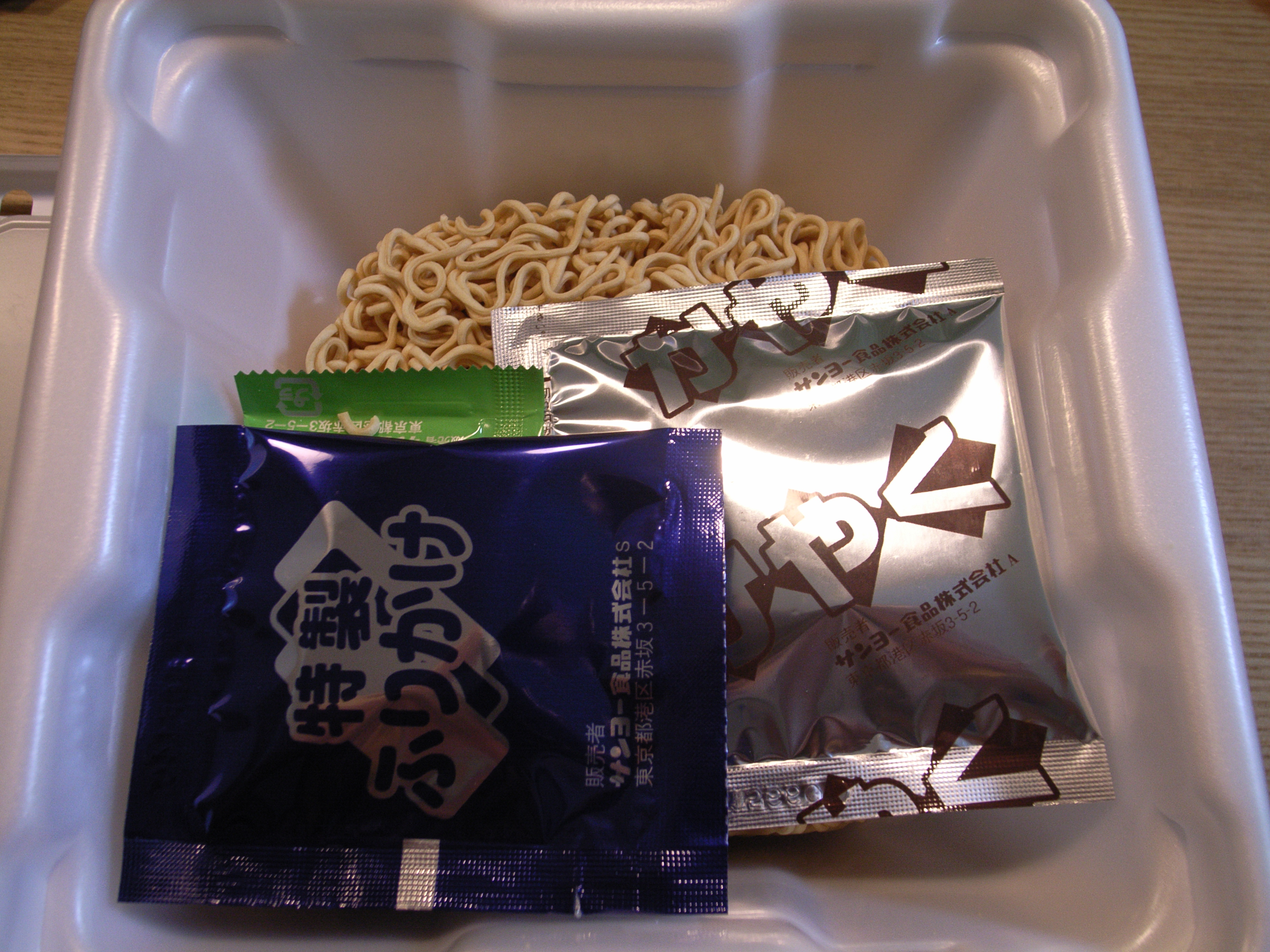
杯裝日式炒麵。
包裝內容物
（圖片為札幌一番 Otafuku御好燒醬汁炒麵）

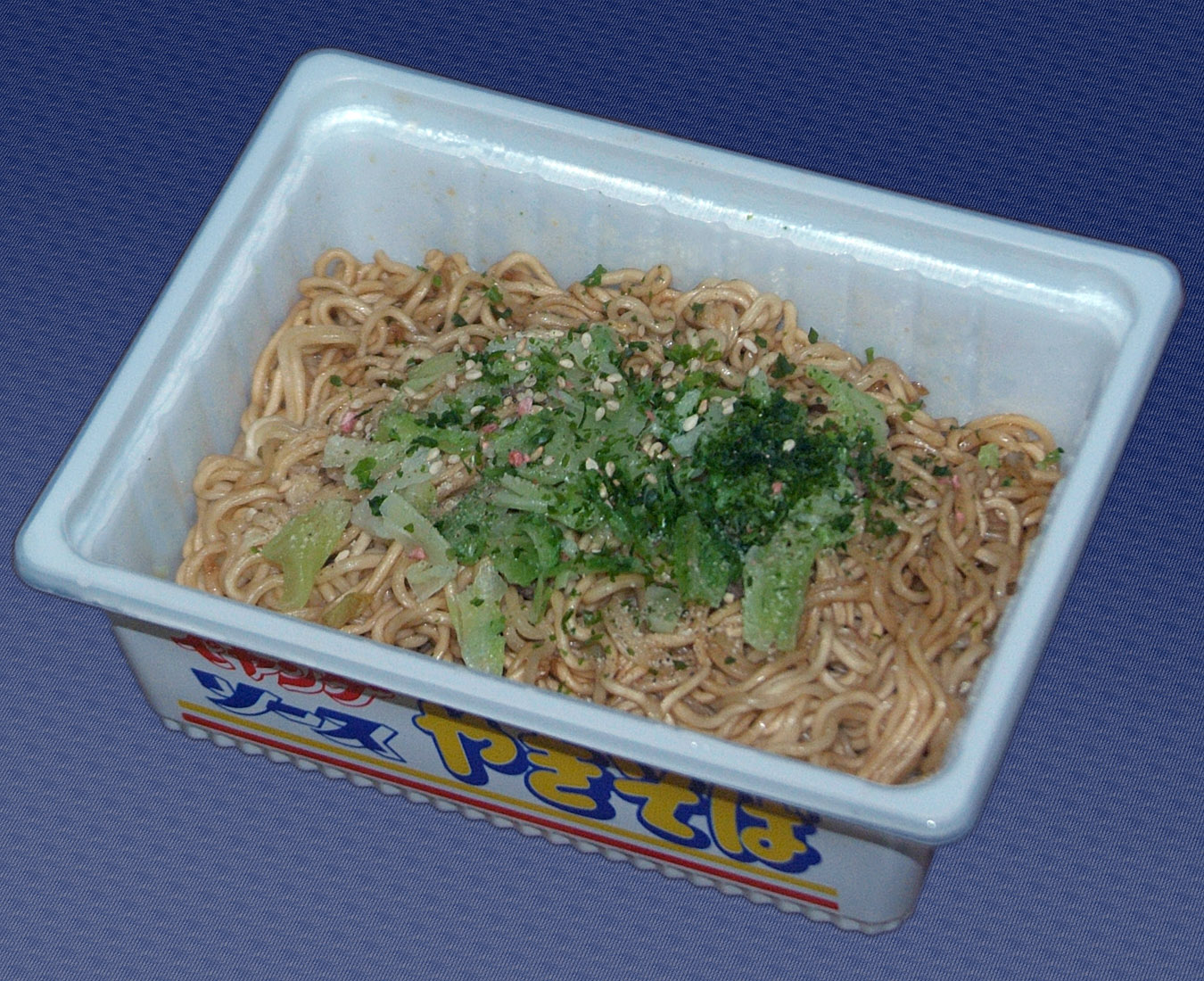
杯裝日式炒麵的烹調示範
（圖片為Peyoung醬汁炒麵）

與一般杯麵一樣，只需準備熱水即可烹調。由於杯麵的特性，與袋裝即食炒麵不同，它沒有「炒」的烹調過程，嚴格來說並非真正的炒麵，而是「炒麵風味」的杯麵。進入21世紀初，杯裝日式炒麵比袋裝類型更為普及和深入民心。
在需求方面，銷量往往在春夏季增長。
其烹調方法與一般有湯的杯麵不同：注入熱水等待指定時間（約3分鐘）後，打開蓋上的隔水孔將熱水倒掉，然後加入醬汁或調味料，攪拌均勻即可食用。
為了利用麵條中剩餘的水分，杯裝日式炒麵附帶的醬汁多採用粉末狀或高濃縮的濃味液體醬汁，並且含有較多油份以營造炒過的口感。相反，與杯麵拉麵不同，杯裝日式炒麵幾乎沒有湯汁，因此許多人覺得若沒有飲品會較難進食。為此，市面上亦有附送粉末湯包的產品，例如東北地方及信越地方限定的「炒麵BAGOOOON」、北海道限定的「炒麵便當」（均為東洋水產出品），讓食用者可用隔出來的熱水沖泡即食湯。此外，也有像「炒雞肉麵」（日清食品出品）那樣，隔出來的熱水本身就能成為湯的產品。
一般大小的杯裝日式炒麵卡路里含量通常超過500千卡，與同等大小、約300多千卡的杯麵拉麵相比，前者熱量較高。原因是杯裝日式炒麵的每食用份量通常比杯麵拉麵多約1.5至2倍，而且麵條佔比較高，這直接反映在卡路里上。製造商解釋，杯裝日式炒麵麵條較多的原因，是因為杯麵拉麵在烹調後湯量會增加，連同麵、湯、配料一起食用較易有飽足感；而杯裝日式炒麵（部分產品除外）烹調後只有麵和配料，若麵量與杯麵拉麵相同，可能會令人感到不夠飽足。
類似的食品還有使用乾麵或生麵的杯裝炒烏冬、杯裝意粉，以及用熱水泡開後再用冷水過冷的杯裝冷麵。雖然也曾多次推出生麵類型的醬汁炒麵，但大多曇花一現。

## 歷史
首款杯裝日式炒麵是1974年（昭和49年）7月由惠比壽產業推出的「エビスカップ焼そば」。隨後，同年8月Yamadai推出「New Touch炒麵」；12月，Acecook以業界首創的直立杯型容器推出「杯裝炒麵BanBan」。1975年，東洋水產推出「Maruchan 炒麵便當」，同年3月再推出「Maruchan熱炒麵」。同月，Maruka食品以業界首創的方形容器推出「ペヤングソースやきそば」。同年4月，日清食品亦推出「Joy Cup 101炒麵」，各大廠商相繼投入市場。
1976年5月，日清食品推出了至今仍佔據市場領導地位的日清焼そばU.F.O.。該產品在1977年3月面世後，憑藉翌年（1978年）邀得ピンク・レディー拍攝的電視廣告而迅速爆紅，一度囊括當時杯裝日式炒麵市場超過六成的份額。
1980年代末期，明星食品曾推出一款名為「お湯捨て禁止」（禁止倒水）的杯裝日式炒麵，透過改良麵條的吸水力和容器形狀，無需倒掉熱水。但因消費者普遍認為「麺がふやけ過ぎて不味い」（麵條泡得太爛不好吃），即使後來兩度改名（如「お湯すてマッタ」，意指「等不及倒熱水」）及調整口味，銷情仍未見起色，最終在三年半後停產。
1988年2月，Acecook推出「大盛りいか焼そば」（大碗魷魚炒麵），成為大份量杯麵的先驅。
1995年2月，明星食品推出了首次附送「芥末蛋黃醬」作為配料的「一平ちゃん 夜店の焼そば」。兩年後的1997年2月，再追加「一平ちゃん 夜店の焼そば 大盛」（一平夜店炒麵 大碗裝），逐步成為該公司的暢銷經典產品。
2006年9月18日，Acecook推出麵條和配料經遠紅外線烤製帶有焦香的「ホントに焼いた 本焼そば」（真正炒製 本炒麵，通稱「本焼」）。初期只有標準份量，2007年起改為只售賣大碗裝，其後停產。
2007年7月17日，日清食品推出了專為微波爐烹調而設，無需煮水或隔水的「日清焼そばU.F.O. NEXT GENERATION ミックス焼そば」（日清U.F.O.炒麵 新世代 雜錦炒麵）。2019年9月2日，該公司再推出同樣無需隔水的「日清焼そばU.F.O.湯切りなし 五目あんかけ風焼そば」（日清U.F.O.炒麵 無需隔水 五目芡汁風炒麵）。

## 市場佔有率與地域差異
2000年代末期，受小麥批發價上漲影響，各公司紛紛提高杯裝日式炒麵售價，導致銷量一度下滑。但至2010年代初，銷情已見回升。
截至2023年，市場佔有率最高的品牌是日清食品的「U.F.O.」。該產品不僅在日本，亦於中華人民共和國上海市生產及銷售。
不同地區的暢銷產品差異甚大。在東日本，「U.F.O.」的市場份額相對有限。在北日本，東洋水產的產品較受歡迎：北海道是「マルちゃん やきそば弁当」（Maruchan 炒麵便當），東北及信越地區則是「マルちゃん 焼そばバゴォーン」（Maruchan 炒麵BAGOOOON）。而在關東地區，Maruka食品的「ペヤング ソース焼きそば」（Peyoung醬汁炒麵）則擁有極高人氣。
2010年3月推出的Acecook「JANJANソース焼そば」（JANJAN醬汁炒麵），以直立杯型容器和醬汁預先拌入麵條等特色廣受歡迎。根據日經POS數據，其上市首週（同年3月15日數據）銷量僅次於龍頭品牌「U.F.O.」，4月份銷量亦位列三甲，並被列為該年上半年的熱賣商品之一。至2010年中期，該產品持續佔據杯裝日式炒麵銷量榜的第二、三位，顯示直立杯型已成為市場上一股新勢力。

## 主要產品（包括已停產產品）
- 明星食品
  - 一平ちゃん 夜店の焼そば系列
  - 評判屋の焼そば（有醬汁味及鹽味，開放價格產品）
  - 十八番焼そば（有醬汁味及鹽味，開放價格產品）
  - ソース焼そば（開放價格產品）
  - トップバリュソース焼そば（イオングループ的自家品牌產品，代工生產）
- 東洋水產
  - 昔ながらのソース焼そば（懷舊醬汁炒麵）
  - 焼そば名人（有醬汁味及鹽味，開放價格產品）
  - やきそば弁当（北海道限定產品）
  - 焼そばバゴォーン（東北・信越限定產品）
  - ごつ盛りカップ焼そば（「でか一ソース焼そば」的後繼產品，有醬汁味及鹽味，醬汁味附送「キユーピーからしマヨネーズ」（QP芥末蛋黃醬））
  - 俺の塩（鹽味杯裝日式炒麵的先驅產品，特色為1分鐘即可食用，麵條如素麵般幼細）
  - あしたのジョー クロスカウンター焼きそば（為紀念《鐵拳浪子》連載40周年，於2010年2月推出的春季限定產品）
  - マルちゃん焼そば 大盛り（將該公司暢銷的冷藏麵「マルちゃん焼そば 3人前」的味道盡可能在杯裝日式炒麵中重現的產品，自2011年度起作為夏季限定產品發售）
  - CO-OPソース焼そば（日本生活協同組合連合會的產品，代工生產）
  - CO-OP塩焼そば（日本生活協同組合連合會的產品，代工生產）
- 日清食品
  - 日清焼そばU.F.O.
  - 日清デカ王 超大盛ソース焼そば2.0（可視為下方「日清焼そばカップ」的超大碗版本）
  - 日清焼そばカップ（自2007年起列為開放價格產品）
    - 日清焼そばカップ Wからしマヨネーズ付（系列中唯一非開放價格產品）
    - 日清焼そばカップ からしマヨネーズ付（西日本限定產品，開放價格產品）

  - 日清からしマヨネーズ焼そば（東日本限定產品，開放價格產品）
  - 日清くらしモアソース焼そば（日本流通産業的產品）
  - やきそばできました。（北海道限定產品，自2009年4月下旬起改為開放價格產品）
  - ファイターズ焼そば（北海道限定產品，與ファイターズヌードル同為球隊官方商品）
- まるか食品
  - ペヤングソースやきそば
  - ペヨングソースやきそば（ペヤングソースやきそば的廉價版）
- サンヨー食品（札幌一番）
  - オタフクお好みソース焼そば（與Otafuku Sauce的聯乘產品）
  - 塩カルビ味焼そば（鹽味牛肋肉炒麵）
  - BIG アラビヤン焼そばカップ（2008年6月至8月限定發售）
  - 庶民の焼そば（2009年1月至3月期間限定產品，與人氣搞笑組合「髭男爵」聯乘）
- エースコック
  - カップ焼そばBanBan
  - カップ焼そばBanBan大判
  - 焼そば大吉
  - スーパーカップ大盛いか焼そば（1988年至2019年3月發售，2021年4月起改為便利店限定發售）
  - スーパーカップ大盛ぶた塩焼そば（2009年至2011年度發售）
  - スーパーカップ大盛ソース焼そば（自2012年度起發售）
  - スーパーカップ大盛いか天焼そば（自2021年度起於便利店以外的超級市場及零售店發售，2023年2月起使用碗型杯）
  - JANJANソース焼そば（2010年春季開始發售的直立杯型杯裝日式炒麵，特色為醬汁已拌入麵條）
  - 焼そばモッチッチ（自2017年6月19日起發售）
- ヤマダイ（ニュータッチ）
  - 東京浅草ソース焼そば
  - 辛さがうまいキムチ焼そば（惹味泡菜炒麵）
- 德島製粉
  - 金ちゃん焼そば（直立杯型）
  - 金ちゃん焼そば屋ソース味
- 大黑食品工業
  - 大黒 広島風お好み焼そば（大黑 廣島風御好燒炒麵）
  - マイフレンド ソース焼そば（My Friend 醬汁炒麵）
- 麺のスナオシ
  - ソースやきそば（使用碗型杯）

## 其他
- 漫畫《南家三姊妹》衍生出一個網絡術語叫「杯炒麵現象」（カップ焼きそば現象），指模仿品或替代品發展出與原作不同的獨特魅力、需求和個性。

## 註腳
1. ↑  
一杯泡麵的標準大小約為60克至70克，但方便炒麵的標準大小約為100克，大杯的一般約為130克。

## 出處
1. ↑  社団法人日本即席食品工業協会公式サイト内「カップめん登場と国際化」の「UFO現る! カップめん新製品ラッシュ」記事を参照。
2. 1 2  お役立ち型録 / カップ焼きそば[] - YOMIURI ONLINE（読売新聞） 関西発 2010年6月29日
3. 1 2 3  カップめんよりカップ焼きそばの方が高カロリーな理由、知ってる? （页面存档备份，存于） - COBS ONLINE 2009年5月8日
4. 1 2 3
5. 1 2 3  エースコック、世界初の「ホントに焼いた 本焼そば」を発売。 - Narinari.com 2006年8月30日
6. ↑  会社沿革 （页面存档备份，存于） - ヤマダイ公式サイト
7. ↑  インスタントラーメン大研究 半世紀に渡る進化の歴史と次の商品〔20〕 （页面存档备份，存于） - 日経トレンディネット 2008年9月24日
8. ↑  インスタント麺：カップ焼そばバンバン （页面存档备份，存于） - NipponStyle（小学館パブリッシング・サービス）
9. ↑  特集 自慢しちゃうぞ!北海道限定商品 （页面存档备份，存于） - どうしん生活情報誌「札歩路」 2009年4月号
10. 1 2  インスタントラーメン大研究 半世紀に渡る進化の歴史と次の商品〔21〕 （页面存档备份，存于） - 日経トレンディネット 2008年9月24日
11. ↑  まるか食品の歩み：1971年（昭和46年）〜1980年（昭和55年） （页面存档备份，存于） - まるか食品公式サイト
12. ↑  日清食品クロニクル - 日清食品公式サイト
13. ↑  インスタントラーメン大研究 半世紀に渡る進化の歴史と次の商品〔22〕 （页面存档备份，存于） - 日経トレンディネット 2008年9月24日
14. ↑  『明星 お湯すてマッタ』開発秘話（網際網路檔案館） - 1 / 2 / 3 / 4
15. ↑  沿革 - エースコック公式サイト
16. ↑  インスタント麺：大盛りいか焼そば （页面存档备份，存于） - NipponStyle（小学館パブリッシング・サービス）
17. ↑  インスタントラーメン大研究 半世紀に渡る進化の歴史と次の商品〔24〕 （页面存档备份，存于） - 日経トレンディネット 2008年9月24日
18. ↑  エースコックが「ホントに焼いた 本焼そば」を発売 - GIGAZINE 2006年8月24日
カップ焼きそばに革命が!? 本当に焼いたカップ焼きそば試食 （页面存档备份，存于） - @nifty デイリーポータルZ 2006年9月18日
19. ↑  . 日清食品グループ.   [2023-11-18]. （原始内容存档于2024-12-17） （日语）.
20. ↑  . 日清食品グループ.   [2023-11-18]. （原始内容存档于2023-11-18） （日语）.
21. ↑  マルちゃん やきそば弁当 ちょい辛PDF - 東洋水産ニュース 2007年1月9日
22. 1 2  「カップ焼そば」の地域差、なぜあるの? - エキサイトニュース 2006年9月4日
23. ↑  若者にうけた?“縦型カップ焼きそば”売れ行き好調 〜販売個数TOP3に食い込む - オリコンニュース 2010年4月19日
タテ型&ソース練り込み麺でヒット!--エースコック「JANJAN ソース焼そば」 - マイナビニュース 2010年4月20日
JANJAN ソース焼そば リニューアル - PR TIMES 2010年8月18日
ヒット商品のカップ焼そば「JANJAN」刷新 エースコック、CMに俳優・佐藤健を起用 - MSN産経ニュース 2010年9月9日

## 外部連結
- マイコミジャーナル「【特集】有名料理人が試す! カップ焼そば完全比較」 - 2008年9月17日掲載、2018年4月7日閲覧